# Zoran Danoski
Zoran Danoski (cyrilicí Зоран Даноски; * 20. října 1990) je severomakedonský fotbalový útočník, momentálně působící v srbském klubu FK Proleter Novi Sad.

## Klubová kariéra
Danoski přišel do 1. FK Příbram v červnu 2012 z druholigového Mostu. Debutoval 28. 7. 2012 proti Liberci (prohra 0:4). První gól vstřelil 4. listopadu 2012 proti domácí Olomouci, ale pouze mírnil debakl 1:6.
V 1. ligovém kole 22. července 2013 (1. kolo sezóny 2013/14) proti domácímu týmu FK Mladá Boleslav přihrál na vyrovnávající gól na konečných 1:1 Petru Švancarovi. Ve 2. kole 26. července vstřelil na domácí půdě dva góly Viktorii Plzeň, ale Příbram soupeři podlehla poměrem 2:4.